# インディペンデンス (ミズーリ州)

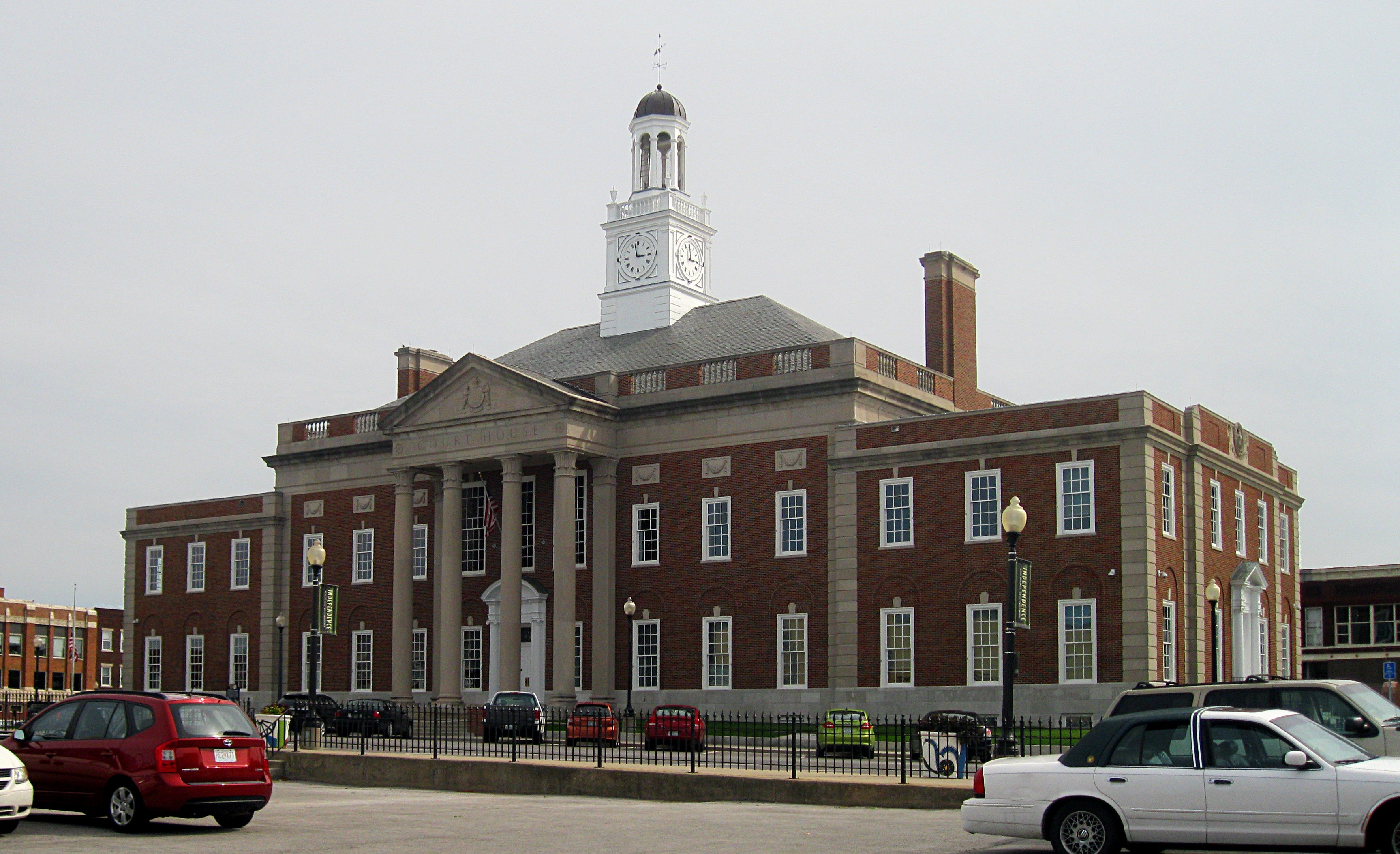
ジャクソン郡裁判所

インディペンデンス（Independence）は、アメリカ合衆国ミズーリ州の都市。ジャクソン郡の郡庁所在地である。カンザスシティの東に位置し、カンザスシティ都市圏に含まれる。人口は12万3011人（2020年） 。

## 地理

ジャクソン郡内の位置

北緯39度4分47秒、西経94度24分24秒に位置する。面積は202,7km²。

## 歴史
インディアンの主要居住地の一つであったが、19世紀のアメリカ西部開拓時代に多くの白人が移り住み、西方への交通・流通の拠点都市として繁栄した。1830年に設立された末日聖徒イエス・キリスト教会（モルモン教）の教祖ジョセフ・スミス・ジュニアがキリストの再臨の地がインディペンデンスであると預言したため、「末日」（いわゆる世の終末）が近いと信じる同教会信徒が相次いでインディペンデンスに移り住み、再臨したキリストのための神殿や信徒の住居などを建てるために土地を取得しようとしたため、同教会信徒以外の者との不和を生じ、もともとの住民との間に紛争が起こった。大勢の同教会信徒の移住に，この地に以前から入植していた人々は不安を抱いたのである。インディペンデンスの人々は，おもに合衆国北部からやって来る，南部での奴隷制度の実施を支持しないこの新しい移住者たちに対して政治的支配力を失うことを恐れた。また，モルモン書や新たな啓示，シオンへの集合を信じることなど，末日聖徒の独特な教義にもインディペンデンスの人々は不審を抱き，末日聖徒がおもに自分たちの間で商売を行うことにも腹を立てた。間もなく暴徒や地元の民兵によって同教会信徒たちが迫害されるようになり，結果，州外へと追い払われていった。1861年から1865年のアメリカ南北戦争では、南部と北部の境界地域に当たるミズーリ州は主戦場となり、インディペンデンスにおいても激戦が繰り広げられた。第33代アメリカ合衆国大統領ハリー・S・トルーマンと夫人ベス・トルーマンの出身地として知られ、夫妻は引退後はこの地に帰郷し余生を送った。引退後トルーマンが自ら建設し、回想録を執筆したハリー・S・トルーマン大統領図書館及び博物館(Harry S. Truman Presidential Library and Museum)が所在するほか、夫妻の墓地が同館敷地内にある。トルーマン夫妻は現在もインディペンデンスを象徴する人物となっている。

## 産業
古くからアメリカ有数の穀倉地帯であり、現在も小麦の生産が盛んである。

## 日本との関係
1978年、東京都東村山市との間に姉妹都市締結。インディペンデンス市と東村山市国際友好協会が建設した日本庭園がある。